# José Luis Anuncibay Fuentes
José Luis Anuncibay Fuentes (Haro, 1923-Miranda de Ebro, 23 de mayo de 2019) fue un político español, primer alcalde democrático de la ciudad de Miranda de Ebro tras la dictadura de Franco. Presentó su candidatura a la alcaldía del Ayuntamiento de Miranda de Ebro como cabeza de lista del PSOE en esa ciudad.

## Biografía
Nacido en la localidad riojana de Haro y siendo un reciente adolescente su familia se mudó a la vecina localidad de Miranda de Ebro, donde residiría definitivamente.
Profesionalmente acabó convirtiéndose en delineante y desarrollando su labor profesional en la conocida empresa FEFASA de la localidad mirandesa, en aquel tiempo un importante foco industrial, y, por consiguiente, de influencia sindicalista y con gran base de los partidos de izquierdas.
En 1979, ante las primeras elecciones municipales democráticas españolas tras el régimen de Franco, se presentó como cabeza de lista del PSOE local. Los resultados de los comicios dieron la victoria a la UCD, que obtuvo 8 de los 21 concejales del pleno municipal. Sin embargo, la suma de los 7 concejales socialistas, junto a los 3 del PCE y los 3 de la ORT, dieron la Alcaldía a José Luis Anuncibay. Al terminar la legislatura, fue sustituido como cabeza del PSOE por Julián Simón Romanillos, que le sucedió como primer edil tras las elecciones municipales de 1983. Tras alejarse del PSOE, se presentó como candidato a alcalde por Izquierda Unida en los comicios locales de 1987, entrando como concejal de esta formación en la tercera legislatura democrática del Ayuntamiento mirandés. Sin embargo, abandonó su cargo antes de acabar la legislatura, retirándose de la primera línea política.
A los pocos días de su nombramiento, ya podían verse publicadas en el BOE sus primeras disposiciones.
Falleció en la ciudad en la que vivió la mayor parte de su vida y cercana a su localidad de nacimiento rozando casi el centenar de años y siendo muy apreciado en su ciudad.
| Predecesor: Isaac Rubio Blanco | Alcalde de Miranda de Ebro 1979– 1983 | Sucesor: Julián Simón Romanillos |